# Palygorskite
La palygorskite è un minerale argilloso del gruppo sepiolite-palygorskite, e deve il nome ad una località dei monti Urali in Russia.

## Abito cristallino
La palygorskite è un fillosilicato, ma differisce dagli altri fillosilicati per la mancanza degli strati ottaedrici.
Sequenze nastriformi di pacchetti TOT organizzati in una struttura tipo quinconce, ossia come un sistema di 5 pacchetti disposti in modo tale che 4 si trovino ai lati ed il quinto al centro del rettangolo formatosi. Ognuno di questo oggetti è un pacchetto TOT con al centro 5 ottaedri.

## Origine e giacitura
Alterazione idrotermale di rocce ricche in Mg (femiche).
Al pari della sepiolite può formarsi in ambienti aridi lacustri caratterizzati da alta attività di Mg.
Il ritrovamento di questo minerale in una successione sedimentaria permette quindi ricostruzioni paleoclimatiche.